# Alondra Park
Alondra Park är en ort (CDP) i Los Angeles County, i delstaten Kalifornien, USA. Enligt United States Census Bureau har orten en folkmängd på 8 592 invånare (2010) och en landarea på 2,9 km².